# Koji Hashimoto (director)
Koji Hashimoto (橋本 幸治 Hashimoto Kōji?, 21 de enero de 1936 – 9 de enero de 2005) fue un productor y director de cine japonés. 

## Biografía
Dirigió las películas de 1984 Sayonara Jupiter y Godzilla. Murió de enfermedad coronaria a los 69 años mientras hacia montañismo.

## Filmografía

### Director
- Sayonara Júpiter (1984)
- Godzilla (1984)

### Asistente de director
- King Kong vs. Godzilla (1962)
- San Daikaijū: Chikyū Saidai no Kessen (1964)
- Frankenstein vs. Baragon (1965)
- Kaijū Daisensō (1965)
- Ido zero daisakusen (1969)
- Gojira-Minira-Gabara: Ōru Kaijū Daishingeki (1969)
- Dodes'ka-den (1970)
- Nihon Chinbotsu (1973)
- Nostradamus no daiyogen (1974)
- Seishun no mon (1975)
- Rengo kantai (1981)

### Productor
- Godzilla vs. Mothra (1992)
- Godzilla vs. Destoroyah (1995)
- Rebirth of Mothra (1996)
- Rebirth of Mothra II (1997)
- Rebirth of Mothra III (1998)